# Batis fratrum
Bátis-de-woodward ou bátis-de-peito-ruivo (Batis fratrum) é uma espécie de ave da família Platysteiridae.
Pode ser encontrada nos seguintes países: Malawi, Moçambique, África do Sul e Zimbabwe.
Os seus habitats naturais são: florestas secas tropicais ou subtropicais, florestas subtropicais ou tropicais húmidas de baixa altitude e savanas áridas.